# 情報窃盗
情報窃盗（じょうほうせっとう）とは、携帯電話やパソコンなどの電子機器から、その機器の所有者の許可を得ずに中に記録されている電子データ（電磁的記録）を抜き取って持ち出すこと。広義では中に記録されている情報目当てに機器そのものを盗み出すことも含まれる。

## 日本における情報窃盗の法的問題
日本において電子的に記録された情報自体を盗む行為を処罰する刑法上の犯罪は存在しない。日本の刑法の窃盗罪（235条）は原則として財物を客体としており、情報は財物に含まれないためである（詳しくは財物及び有体物を参照のこと）。
したがって、情報そのものではなく情報が化体した文章、テープ、フロッピー等といった媒体物を盗んだ場合に窃盗罪の成立を認めている。
現在は企業の営業機密に属する電子データの持ち出しに関して2005年に不正競争防止法が改正され罰則規定が追加された。この不正競争防止法では、不正の競争の目的で、営業秘密を不正に取得し、使用し、または開示する事が要件となっている。ただし、そもそも対象となるデータが「営業秘密」と認められるためには、当該データに対し適切なアクセス権限の設定や保護が行われていることが必要となっている。
実際の裁判では、この「営業秘密」の範囲や認定要件について争われることが多い。一例として2014年のベネッセ個人情報流出事件では、弁護側は「（被告が持ちだしたとされる）個人情報は営業秘密には当たらない」として無罪を主張した（ただ一審ではその主張は却下されている）